# Специальный ядерный фугас

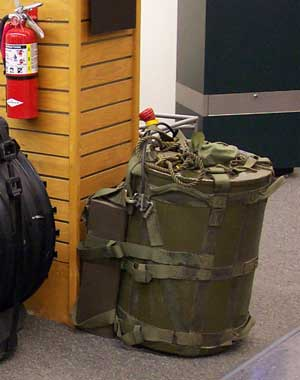
Контейнер H-912 для переноски SADM

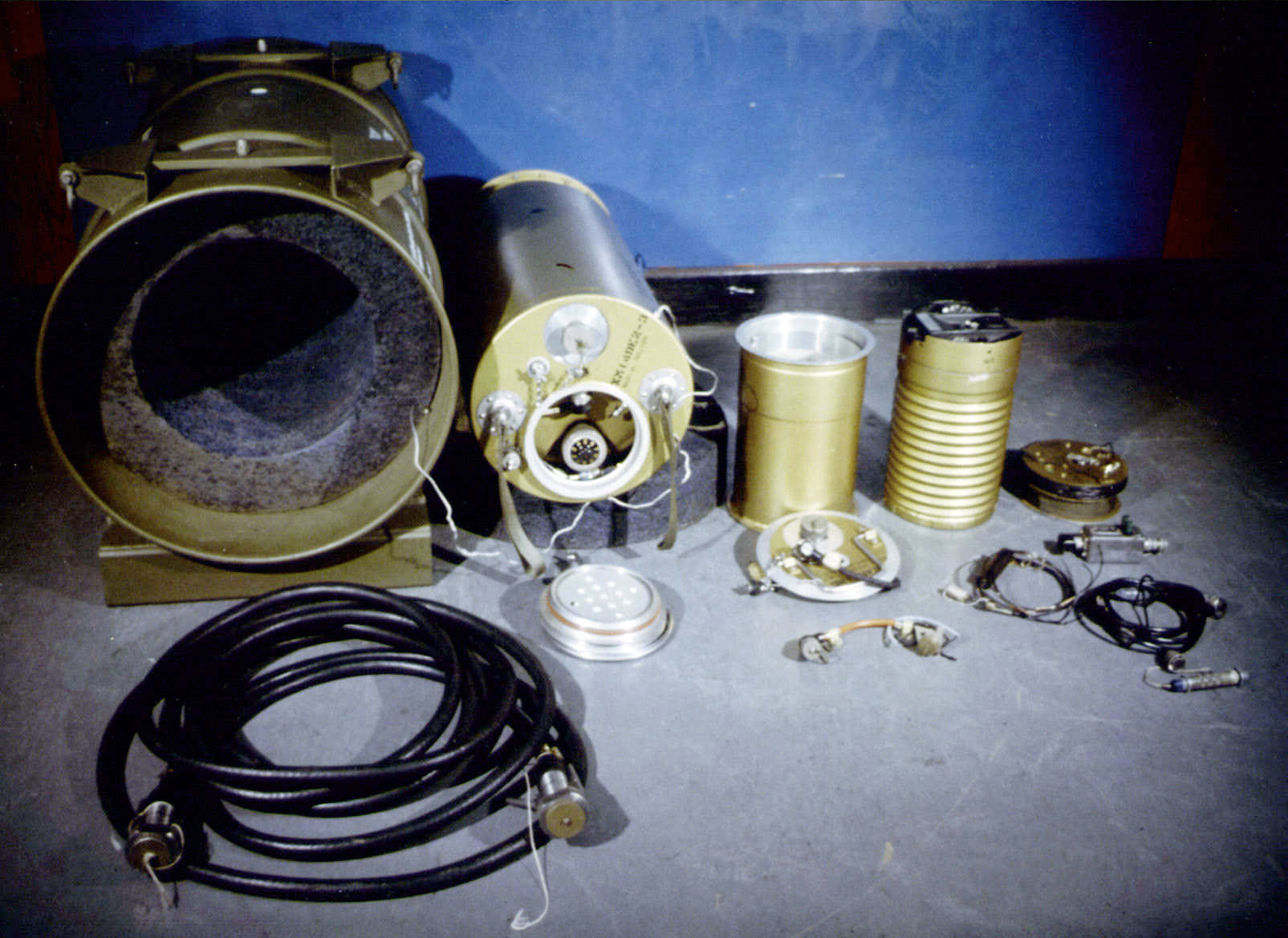
Компоненты ядерного фугаса Medium Atomic Demolition Munition, производимого в США с 1965 по 1986 годы. Слева направо: контейнер, боевая часть, детонатор. Мощность заряда от 1 до 15 кт. Вес — менее 200 кг.

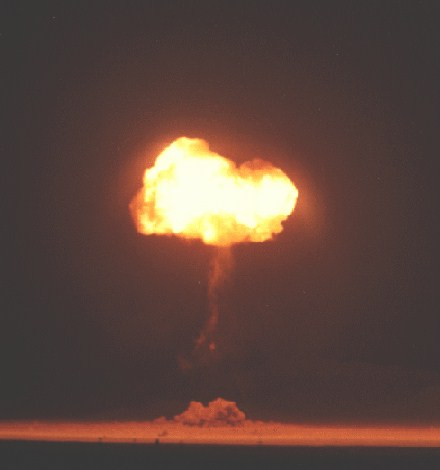
Испытания 1958 года ядерной боевой части XW-54 мощностью 6 кт.

Специальный ядерный фугас (англ. Special Atomic Demolition Munition, SADM) — ядерное устройство, ядерные или термоядерные заряды, заложенные в грунт, внутрь какого-либо объекта или под воду. Предусматривалось применять их для создания зон разрушений, завалов, пожаров, затопления и радиоактивного заражения местности, нанесения ударов по живой силе и технике противника. Могли устанавливаться заранее или непосредственно во время боевых действий. Подрыв ядерных фугасов должен был осуществляться по проводам, радиоканалу или автоматически.
Ядерная мина (собственно SADM), в отличие от более тяжёлого ядерного фугаса (MADM), выпускалась в ранцевом исполнении и переносилась одним или двумя солдатами. Эти снаряды могли десантироваться в специальных контейнерах в сопровождении парашютистов.
Такие устройства были разработаны в СССР и в США (в 1960-е для ВМС и морской пехоты), но никогда не применялись. Попытки разработать ядерный фугас предпринимались и в Великобритании (см. Blue Peacock).
По инициативе руководства России и США диверсионные ядерные мины обеих стран утилизированы. Последние из них — российские РА115 — были разоружены в 1998 году. Имеются ли подобные ядерные боеприпасы у других стран, неизвестно.

## США
В США в номенклатуру ядерных фугасов входили М31, М59, Т4, ХМ113, М167, М172 и М175 с тротиловым эквивалентом от 0,5 до 70 кт, объединённые под общей аббревиатурой ADM — Atomic Demolition Munition (атомный подрывной боеприпас). Весили устройства от 159 до 770 кг. Первый и самый тяжёлый, М59, приняли на вооружение в 1953 году. Для установки ядерных фугасов войска США в Европе имели специальные сапёрные подразделения — к ним относилась, например, 567-я инженерная рота. Такого типа фугасы предполагалось закладывать на путях возможного движения советских войск и возле важных объектов инфраструктуры, главным образом, на территории ФРГ. Места закладки ядерных фугасов были заранее подготовлены и представляли собой, как правило, бетонную шахту глубиной несколько метров. Были ли в них установлены ядерные заряды, или шахты пустовали, и в них предполагалось установить заряды только в случае обострения ситуации — неизвестно.
Было разработано несколько типов лёгких ядерных боеприпасов, наиболее распространённым из них был W54 (англ.), который представлял собой цилиндр диаметром 40 см и высотой 60 см, весом 68 кг. Он имел регулируемую мощность взрыва от 10 тонн до 1 килотонны в тротиловом эквиваленте. 300 единиц SADM находились на вооружении США до 1989 года. Подобные боезаряды разрабатывались и ставились на вооружение армии США:
- 1964—1990 годы — M-159 Mod. 1 SADM. Мощность 10 тонн. Общий вес мины 68 кг.
- 1965—1990 годы — M-159 Mod. 2 SADM. Мощность 250 тонн. Общий вес мины 68 кг.
- 1966—1990 годы — M-159 Mod. 3 SADM. Мощность 350 тонн. Общий вес мины 68 кг.
- 1967—1990 годы — M-159 Mod. 4 SADM. Мощность 450 тонн. Общий вес мины 68 кг.

Предназначались для уничтожения ключевых объектов (заводов, фабрик, электростанций, мостов и т. п.) и сдерживания наступающих войск (радиационное заражение местности, создание обширных зон взрывных заграждений) Советского Союза при начале вероятной войны НАТО с СССР в Европе. Предполагалось, что лёгкий фугас будет доставляться парашютистами в группе из двух человек, один из которых переносит и устанавливает фугас, а второй — прикрывает и помогает первому. Использовать SADM предполагалось в первую очередь в местах, где существовала возможность быстро эвакуировать бойцов. Отрабатывалась следующая тактика: парашютисты устанавливают фугас, отплывают в открытое море, где их подбирает подводная лодка, быстрый корабль или воздушное судно.

## Советский Союз
В Советском Союзе на вооружении частей специального назначения Главного разведывательного управления Генерального штаба имелись специальные ядерные мины РА41, РА47, РА97 и РА115, производство которых осуществлялось с 1967 по 1993 годы.
Также известен так называемый «ядерный ранец» РЯ-6 весом 25 килограммов и мощностью до 1 килотонны в тротиловом эквиваленте.
Взводы разведки и уничтожения ядерных фугасов появились в штате инженерно-сапёрных батальонов советских танковых дивизий, дислоцированных на территории стран — участниц Варшавского договора в 1972 году. Личный состав взводов знал устройство этих фугасов и располагал специальным оснащением для их поиска и обезвреживания.